# Comté de Clark (Idaho)
Pour les articles homonymes, voir Comté de Clark.
Le comté de Clark est un comté des États-Unis situé dans l’État de l'Idaho. En 2000, la population était de 1 022 habitants. Son siège est Dubois. Le comté a été créé en 1919 et nommé en l'honneur de Sam K. Clark, un pionnier américain.

## Géolocalisation
|                | Comté de Beaverhead, (Montana) |                  |
| Comté de Lemhi | Comté de Clark                 | Comté de Fremont |
| Comté de Butte | Comté de Jefferson             |                  |

## Démographie
| 1920  | 1930  | 1940  | 1950 | 1960 | 1970 |
| ----- | ----- | ----- | ---- | ---- | ---- |
| 1 886 | 1 122 | 1 005 | 918  | 915  | 741  |

| 1980 | 1990 | 2000  | 2010 | - | - |
| ---- | ---- | ----- | ---- | - | - |
| 798  | 762  | 1 022 | 982  | - | - |

## Principales villes
- Dubois
- Spencer